# Włosienica (Oświęcim)

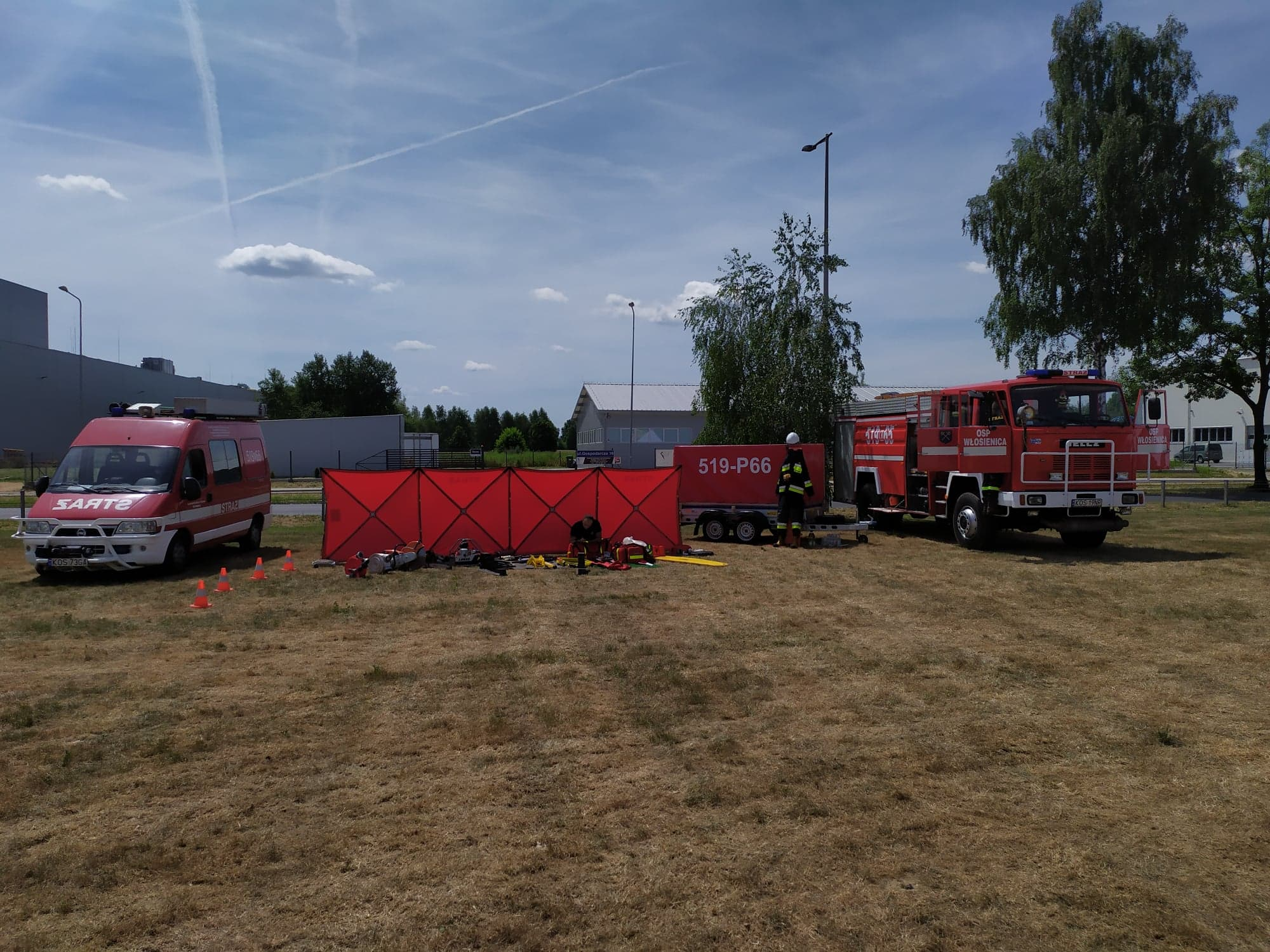
Feuerwehr in Włosienica

Włosienica (deutsch Wlocienitz) ist eine Ortschaft mit einem Schulzenamt der Landgemeinde Oświęcim im Powiat Oświęcimski der Woiwodschaft Kleinpolen.

## Geographie
Włosienica liegt im Auschwitzer Becken (Kotlina Oświęcimska), am Bach Włosianka, 8 km östlich des Stadtzentrums von Oświęcim.
Nachbarorte sind die Stadt Oświęcim im Nordwesten, Stawy Monowskie im Nordosten, Przeciszów im Osten, Polanka Wielka im Süden, Poręba Wielka im Westen.

## Geschichte
Am 30. April 1285 verlieh Adam, der Schatzmeister in Oświęcim, einem gewissen Miłosław 60 fränkische Hufen eines Walds zwischen Oświęcim, Grojec und Włosienica (In silva inter Wlosnizam willam) für die Gründung eines neuen Dorfs – Poręba Wielka. Der Name ist möglicherweise vom im gleichen Dokument als Super fluvium qui Wlosaniza nominatur (später Włosianka) erwähnten Bach abgeleitet. Am 9. Juni 1318 wurde der örtliche Bauer namens Milęta in einem herzöglichen Dokument erwähnt. Im Jahr 1442 wurde es als Słowieńskie [Slawisches] Włosiennice benannt. Die Identifizierung von Włosienica mit der Pfarrei Villa Hertmani im 14. Jahrhundert ist falsch (am wahrscheinlichsten Przeciszów), die örtliche Kirche wurde erst von Jan Długosz (1470 bis 1480) im Satz Wloszyenycza, villa habens ecclesiam liqueam erwähnt.
Seit 1290 gehörte das Dorf zum Herzogtum Teschen und seit 1315 zum Herzogtum Auschwitz. Seit 1327 unterstand das Herzogtum die Lehnsherrschaft des Königreichs Böhmen. Im Jahr 1457 wurde das Herzogtum vom polnischen König, einschließlich mit dem Dorf Włoszenycza, abgekauft. Anschließend wurde das Herzogtum Auschwitz im Jahr 1564 völlig dem Königreich Polen angeschlossen, als Kreis Schlesien der Woiwodschaft Krakau, ab 1569 in der polnisch-litauischen Adelsrepublik.
Der Ort lag auf dem Weg von Krakau nach Auschwitz und weiter in das schlesische Ausland. Eine Brücke über die Włosianka wurde schon im Jahr 1417 erwähnt. Im Jahr 1600 gab es dort eine Zollkammer, unter 200 Einwohner, die aber römisch-katholisch blieben, im Gegensatz zu benachbarten, privaten und reformierten Polanka und Przeciszów.
Bei der Ersten Teilung Polens kam Włosienica 1772 zum neuen Königreich Galizien und Lodomerien des habsburgischen Kaiserreichs (ab 1804).
1918, nach dem Ende des Ersten Weltkriegs und dem Zusammenbruch der k.u.k. Monarchie, kam Włosienica zu Polen. Unterbrochen wurde dies durch die Besetzung Polens durch die Wehrmacht im Zweiten Weltkrieg. Es gehörte dann zum Landkreis Bielitz im Regierungsbezirk Kattowitz in der Provinz Schlesien (seit 1941 Provinz Oberschlesien).
Von 1975 bis 1998 gehörte Włosienica zur Woiwodschaft Bielsko-Biała.